# Новий Вітошин
Новий Вітошин (пол. Nowy Witoszyn) — село в Польщі, у гміні Фабянки Влоцлавського повіту Куявсько-Поморського воєводства.
Населення — 354 особи (2011).
У 1975-1998 роках село належало до Влоцлавського воєводства.

## Демографія
Демографічна структура станом на 31 березня 2011 року:
|          | Загалом | Допрацездатний вік | Працездатний вік | Постпрацездатний вік |
| -------- | ------- | ------------------ | ---------------- | -------------------- |
| Чоловіки | 180     | 46                 | 121              | 13                   |
| Жінки    | 174     | 45                 | 108              | 21                   |
| Разом    | 354     | 91                 | 229              | 34                   |